# TSR (entreprise)
Pour les articles homonymes, voir TSR.
TSR, Inc., souvent dénommée simplement TSR, est une entreprise américaine d'édition de jeux, fondée en 1973 à Lake Geneva dans le Wisconsin par Gary Gygax et Don Kaye. Elle est connue principalement pour avoir publié le premier jeu de rôle, Donjons et Dragons, sorti en 1974.
La société est d'abord fondée sous le nom de Tactical Studies Rules (de 1973 a 1975), ensuite s'appelle TSR Hobbies, Inc. (de 1975 a 1983) et, finalement, pendant la plus grande partie de son histoire (de 1983 jusqu'à sa disparition en 2003), elle est scindée en plusieurs autres sociétés, dont la principale TSR, Inc.

## Historique de la société

### Origines
À l'origine de TSR, il y a une association de joueurs de jeux de guerre (wargames) de Lake Geneva : après avoir organisé les deux premières conventions de jeu de guerre, Lake Geneva Wargame Convention (Gen Con), Gary Gygax fonde la Lake Geneva Tactical Studies Association (en) (LGTSA). Au sein de cette association, il développe son premier jeu avec Jeff Perren (en), Chainmail, publié par Guidon Games (en).
Lorsqu'il veut faire publier le jeu Dungeons and Dragons qu'il a créé avec Dave Arneson en 1973, ni Guidon Games, ni Avalon Hill ne se montrent intéressés, le produit ne correspondant pas à leur gamme habituelle : il s'agissait du premier jeu de rôle sur table, assez différent des jeux de guerre habituels. Gary Gygax décide donc de créer sa propre société d'édition, il fonde ainsi Tactical Studies Rules (TSR) en octobre 1973 avec Don Kaye. En décembre 1973, Brian Blume entre dans le capital de la société avec un tiers des parts.
Lorsque Don Kaye meurt d'un infarctus en 1975, Brian Blume et Gary Gygax passent d'une société de personnes à une société par actions ; ils forment une nouvelle société, TSR Hobbies, Inc. Les actifs de l'ancienne compagnie sont transférés à la nouvelle et Tactical Studies Rules est dissoute. La veuve de Don Kaye n'étant pas intéressée par cette activité, Melvin Blume, le père de Brian, rachète ses parts et devient actionnaire de l'entreprise. En novembre de la même année, TSR Hobbies embauche son premier employé, Tim Kask.
L'équipe créatrice se renforce au cours de l'année 1976 avec l'embauche de Mike Carr (en), Dave Megarry (en), Dave Sutherland (en), Bob Kuntz et Dave Arneson. Dave Arneson quitte l'entreprise au mois de novembre et Kevin Blume, le frère de Brian, est embauché au service comptabilté.
En 1983, le mot « Hobbies » est retiré du nom de la société, aboutissant à la dénomination finale de TSR, Inc.
TSR devient le meneur du développement du jeu de rôle moderne. Son produit vedette, Dungeons & Dragons (souvent abrégé en « D&D »), sert de modèle aux jeux de rôle qui suivent, en plus d'être un succès financier. Ce succès, et celui des autres jeux de TSR, encourage Gygax à quitter TSR à Lake Geneva (Wisconsin) pour Hollywood, afin de fonder « Dungeons & Dragons Entertainment », avec pour objectif de vendre à des producteurs la licence des produits D&D pour des adaptations télévisuelles et cinématographiques. Son travail ne le mène qu'à la vente d'une seule licence, pour ce qui devient finalement la série télévisée de dessin animé Dungeons & Dragons, diffusée en français sous le titre Le Sourire du dragon.
Après le départ de Gygax, Brian Blum et son frère Kevin Blume prennent la direction de TSR. Moins d'un an après la prise de contrôle des frères Blume, et après une controverse financière, la société affiche des pertes nettes de 1,5 million de dollars US, ce qui cause la mise à pied d'environ 75 % du personnel. Certains des employés qui perdent leur emploi forment de nouvelles sociétés d'édition de jeu comme Pacesetter Games, Mayfair Games (en) ou sont embauchés dans la division de jeux vidéo de Coleco.
Gygax, qui possède à cette époque environ 30 % des actions de TSR, écrit au conseil exécutif en leur demandant de retirer le contrôle aux frères Blume, afin de restaurer la santé financière de la société. En réponse, les Blume vendent leur stock d'action à Lorraine Williams. Gygax tente de faire qualifier la vente d'illégale ; après que cette tentative échoue, Gygax vend ses actions à Williams et utilise le capital afin de former New Infinity Productions (en).

### Période de succès
Williams était une planificatrice financière qui croyait que le potentiel de TSR était tel qu'elle pouvait passer d'une société criblée de dettes à une société hautement profitable. Cependant, elle ne tenait pas le domaine du jeu en haute estime et se voyait comme supérieure aux amateurs de jeux ; elle tenait comme un point d'honneur au fait qu'elle n'avait jamais joué à Donjons et Dragons,.
Sous la direction de Williams, TSR solidifia son expansion dans d'autres champs d'activités que le jeu de rôle, comme l'édition de magazines, de romans et de bandes dessinées. Williams possédait personnellement la licence pour des produits Buck Rogers et veilla à ce qu'elle soit utilisée par TSR : la société publia sur ce thème un jeu de société et un jeu de rôle.
À cette époque, pendant les années 1980, TSR développa un grand nombre de nouveaux jeux et univers de jeux. L'un des plus populaires fut la série Lancedragon. Les auteurs Margaret Weis et Tracy Hickman y participèrent en écrivant une première trilogie de romans basés sur cet univers, qui devint les premières fictions publiés par une société éditrice de jeux aux États-Unis à se hisser sur les listes de meilleurs vendeurs américains. Au sommet de son succès, TSR générait des profits annuels dépassant le million de dollars et comptait 400 employés.
Parmi les illustrateurs emblématiques chez TSR, on peut citer : Gerald Brom, Clyde Caldwell, Jeff Easley, Larry Elmore, Jim Holloway (en), Ciruelo Cabral, Tony DiTerlizzi, etc.

### Déclin
Cependant, au début des années 1990, TSR commença lentement à perdre sa domination en tant que leader du jeu de rôle et commençait à être créativement à la traîne de ses compétiteurs. Après l'émergence des jeux de cartes à collectionner, TSR prit le train en marche et lança elle aussi deux jeux à collection : Dragon Dice (en) (dés à collectionner) et Spellfire (cartes). Ni l'un ni l'autre n'obtint un grand succès commercial.
Au même moment, TSR commença à exercer des représailles légales sur les fans qui créaient des fictions et autres œuvres amateurs basées sur les univers publiés par TSR, ce qui mit en colère plusieurs clients et supporters de longue date. De plus, des concurrents comme White Wolf Publishing firent leur entrée dans l'arène du jeu de rôle et les produits qu'ils proposèrent provoquèrent une fragmentation du marché. D'ailleurs, selon Bill Slavicsek (en) [citation nécessaire], TSR avait participé elle-même à cette fragmentation du marché en publiant de nombreux jeux et univers de jeux différents qui ne réussirent pas à amener de nouveaux joueurs à ce loisir, créant ainsi de nouveaux produits à soutenir sans pour autant augmenter ses revenus.
En 1996, entre autres à cause de ces facteurs, TSR avait accumulé plus de 30 millions de dollars de dettes, et avait dû passer à travers plusieurs périodes de mise à pied.
Le déclin de TSR permit à Wizards of the Coast, éditeur du jeu de carte à collectionner Magic: The Gathering, grand succès commercial, d'acheter TSR et l'ensemble de ses propriétés intellectuelles en 1997. Les employés de TSR eurent la possibilité d'être transférés aux bureaux de Wizards of the Coast dans l'État de Washington ; certains acceptèrent l'offre. Les bureaux de Lake Geneva furent fermés.
Au fil des ans, certaines sections de TSR furent revendues à d'autres sociétés ; en 2002, la convention de joueurs Gen Con fut vendue à Peter Adkison's Gen Con, LLC. Également en 2002, les magazines de TSR furent transférés à Paizo Publishing.
Le sigle « TSR » fut utilisé pour quelques années encore, puis les marques commerciales TSR vinrent à échéance sans être renouvelées. En 1999, la société Wizards of the Coast fut elle-même achetée par Hasbro. En 2024, Wizards of the Coast publiait toujours des produits Donjons et Dragons.

### Renaissance de la marque
En 2011, la marque TSR est reprise par TSR Games (Berkeley, Californie), fondée par Gail Gygax, la veuve de Gary Gygax. TSR Games édite en particulier Gygax Magazine, avec pour rédacteur en chef Jayson Elliot, ainsi que le jeu Top Secret: New World Order.
L'entreprise oublie de renouveler le dépôt de marque en 2020 et la marque est préemptée par une autre entreprise, dirigée par Justin LaNasa avec E. Gary Gygax Jr. comme vice-président, qui prend également le nom de TSR Games. Cette entreprise a pour projet de publier les jeux Star Frontiers et GiantLands.
Après quelques semaines, le TSR Games qui publie Gygax Magazine et Top Secret:New World Order change donc de nom et devient Solarian. Le TSR Games qui a pour projet de publier Star Frontiers et GiantLands prend le nom de Wonderfilled.

## Produits
Les principaux produits de TSR étaient des jeux de rôle, desquels Donjons et Dragons obtint le plus de succès. Cependant, la société publia également d'autres jeux comme des jeux de cartes (comme Spellfire en 1994), des jeux de société, des jeux de dés, des magazines et des livres.

### Jeux de rôle
- Donjons et Dragons (1974)
- Empire of the Petal Throne (1975)
- Boot Hill (1975)
- Metamorphosis Alpha (en) (1976)
- Gamma World (en) (1978)
- Top Secret (en) (1980)
- Gangbusters (en) (1982)
- Star Frontiers (en) (1982)
- The Adventures of Indiana Jones Role-Playing Game (en) (1984)
- Marvel Super Heroes (1984)
- Conan Role-Playing Game (en) (1985)
- Buck Rogers XXVC (en) (1988)
- Amazing Engine (1993)
- DragonLance: Fifth Age (système Saga, 1996)
- Marvel Super Heroes Adventure Game (en) (système Saga, 1998)
- Alternity (1998)

### Wargames
- Cavaliers & Roundheads (1973)
- Warriors of Mars (1974)
- Chainmail (1975)
- Classic Warfare (1975)
- Don't Give Up The Ship! (1975)
- Fight In The Skies (1975)
- Star Probe (1975)
- Tractics (1975)
- Tricolor (1975)
- William the Conqueror (1976)
- Cordite & Steel (1977)
- Divine Right (1979)
- Terrible Swift Sword (1986)
- Sniper! (1986)

### Autres jeux
Par ordre alphabétique
- 4th Dimension (en) (jeu de plateau, 1979)
- Attack Force (en) (mini-jeu, 1982)
- Blood Wars (en) (jeu de cartes à collectionner, 1995)
- Chase (jeu de dés, 1985)[23]
- Dragon Dice (en) (jeu de dés spéciaux, depuis les années 1990)
- Dungeon! (1975)
- Dungeons & Dragons[24], (jeu de plateau d'aventures fantastiques édité par Parker, 2003 ; 2 extensions. Inspiré de HeroQuest)
- Dungeons & Dragons Miniatures Game (jeu de figurines pré-peintes à collectionner, 2003-2011)
- Endless Quest
- Icebergs
- Kage
- Le Jeu des dragons (3-Dragons Ante en VO, jeu de société, depuis 2007)
- Remember the Alamo
- Revolt on Antares
- Saga
- Spellfire (jeu de cartes à collectionner, 1994)
- Steppe
- They've Invaded Pleasantville (en) (jeu de plateau, 1981)
- Vampyre (jeu de plateau, 1981)[25]
- Viking Gods

### Magazines
- Amazing Stories
- Dragon Magazine
- Dungeon Adventures

### Fiction
À partir de 1984, TSR entame la publication de romans basés sur ses univers de campagne. La plupart des mondes de campagne de D&D sont ainsi utilisés comme des univers fictifs pour des séries de romans et de recueils de nouvelles, dont les plus populaires furent Lancedragon (Dragonlance), Les Royaumes oubliés (Forgotten Realms) ou Ravenloft, comptant chacun des dizaines de titres.

## Critiques
Alors que son déclin s'amorçait, TSR décida de défendre légalement ce qu'elle considérait sa propriété intellectuelle.
En outre, plusieurs actions légales furent prises afin de déterminer le mérite créatif des intervenants chez TSR et comment les redevances de droit d'auteur seraient distribuées, incluant plusieurs procès contre Gygax.
Ces actions atteignirent leur apogée lorsque la société menaça de poursuites des individus fournissant du matériel de leur création, ayant trait aux jeux de TSR, sur des sites web (illégitimement, puisque selon les circonstances, les lois américaines précisent que les créateurs de guides et les règles comme les règles de jeu ne peuvent se prévaloir de droit d'auteur).
Au milieu des années 1990, cette situation mena à un usage fréquent d'une altération du sigle de la société par les fans de la maque, dans des discussions liées au jeu de rôle sur des listes de diffusion Internet ou sur Usenet, passant de TSR à « T$R » puisque la société était perçue alors comme s'attaquant à ses propres clients,,.

## Anecdote
La société TSR fut l'objet d'une légende urbaine prétendant qu'elle tenta de s'approprier la marque commerciale du terme « Nazi ».
Cette croyance fut basée à l'origine sur le texte d'un supplément de jeu (extension) pour le jeu de rôle The Adventures of Indiana Jones Role-Playing Game (en) (1984), dans lequel quelques chiffres étaient annotés de l'expression « NAZI™ ». Cette notation était en fait en conformité avec une liste erronée de noms de personnages protégés, fournie par le département légal de Lucasfilm ; tous ces chiffres étaient marqués d'un symbole de marque, et les chiffres nazis ont également été marqués accidentellement. Des références ultérieures à cette erreur ont oublié son origine et se sont transformées lentement en mythe urbain.

## Logos

Au long de son histoire, TSR utilisa jusqu'à huit logos différents
1974-1979
1975-1978
Décembre 1978-1980
1980-1982
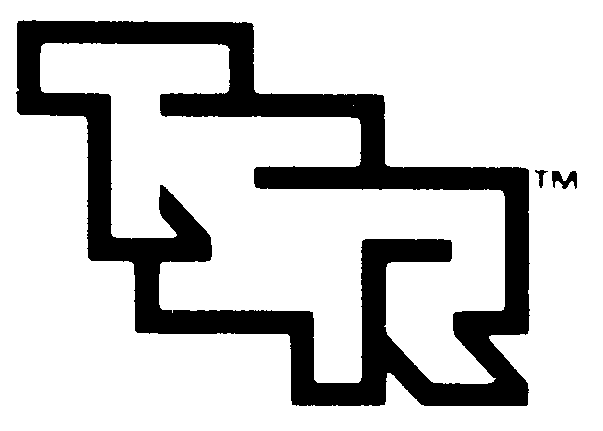
1982-1991
1991-1992
1992-1999
1999-2003

- 1974-1979 : G et K entrelacés, pour Gygax et Kaye.
- 1975-1978 : La créature représentée est un homme-lézard. Cette image apparut pour la première fois en page liminaire du supplément pour l'univers de Greyhawk en 1975, par Gary Gygax et Robert J. Kuntz.
- 1980-1982 : Enregistrement américain de la marque de commerce le 7 juin 1983 sous le numéro 1241135, annulé le 23 octobre 1989.
- 1982-1991 : Les couleurs du logo était souvent modifiées afin de convenir aux couleurs d'un produit en particulier, avec parfois des couleurs internes et externes différentes.
- 1992-1999 : Enregistrement américain de la marque de commerce le 18 juin 1996 sous le numéro 1980554, annulé le 22 mars 2003.
- 1999-2003 : Logo utilisé jusqu'à la fin de l'existence de la marque, en 2003.